# Impatiens floretii
Impatiens floretii är en balsaminväxtart som beskrevs av N. Hallé och A.M. Louis. Impatiens floretii ingår i släktet balsaminer, och familjen balsaminväxter. Inga underarter finns listade i Catalogue of Life.